# The Minarets (Kalifornien)
Die Minarets (englisch für Minarette) ist eine Reihe von zerklüfteten Berggipfeln in der Ritter Range, einem Teil der Sierra Nevada in Kalifornien. Zusammen bilden sie einen schmalen Gebirgskamm und sind ein bekanntes Merkmal der Ansel Adams Wilderness. Von der Benennung der Minarets durch das California Geographical Survey im Jahre 1868 wurde Folgendes berichtet: „Südlich des Mount Ritter erheben sich einige große Granitgipfel, sehr erhaben und scheinbar unerreichbar, welche wir Die Minarette genannt haben.“
Siebzehn der Minarets erhielten eigene inoffizielle Namen, wie etwa Michael Minaret, Adams Minaret, Leonard Minaret und Clyde Minaret. Bei dem Versuch, Letzteres zu besteigen, starb Walter A. Starr, Jr. im Jahre 1933. Der Anwalt und Bergsteiger war Autor des Werkes Starr’s Guide to the John Muir Trail and the High Sierra Region.
Ursprünglich hieß das die Berge umgebende Wildnisgebiet Minarets Wilderness. 1984 wurde es nach dem Naturfotografen Ansel Adams umbenannt.